# (5142) Okutama
(5142) Okutama (1990 YD) – planetoida z pasa głównego asteroid okrążająca Słońce w ciągu 4,05 lat w średniej odległości 2,54 j.a. Odkryta 18 grudnia 1990 roku.